# 21회 농심 신라면배 세계바둑 최강전
21회 농심 신라면배 세계바둑 최강전은 대한민국, 중국, 일본의 대항전으로, 중국이 우승했다. 

## 대국 결과
| 대국 | 연도   | 대국일자  | 차전  | 장소                   | 승자             | 패자                   | 결과             | 기보 |
| ---- | ------ | --------- | ----- | ---------------------- | ---------------- | ---------------------- | ---------------- | ---- |
| 1    | 2019년 | 10월 15일 | 1차전 | 중국 베이징 한국문화원 | 원성진 九단      | 무라카와 다이스케 九단 | 154수 백 불계승  |      |
| 2    | 2019년 | 10월 16일 | 1차전 | 중국 베이징 한국문화원 | 양딩신 九단      | 원성진 九단            | 255수 흑 불계승  |      |
| 3    | 2019년 | 10월 17일 | 1차전 | 중국 베이징 한국문화원 | 양딩신 九단      | 야마시타 케이고 九단   | 288수 흑 3집반승 |      |
| 4    | 2019년 | 10월 18일 | 1차전 | 중국 베이징 한국문화원 | 양딩신 九단      | 김지석 九단            | 149수 흑 불계승  |      |
| 5    | 2019년 | 11월 22일 | 2차전 | 부산 농심호텔          | 양딩신 九단      | 이치리키 료 八단       | 191수 흑 불계승  |      |
| 6    | 2019년 | 11월 23일 | 2차전 | 부산 농심호텔          | 양딩신 九단      | 이동훈 九단            | 290수 백 1집반승 |      |
| 7    | 2019년 | 11월 24일 | 2차전 | 부산 농심호텔          | 양딩신 九단      | 쉬자위안 八단          | 206수 백 불계승  |      |
| 8    | 2019년 | 11월 25일 | 2차전 | 부산 농심호텔          | 양딩신 九단      | 신진서 九단            | 170수 백 불계승  |      |
| 9    | 2019년 | 11월 26일 | 2차전 | 부산 농심호텔          | 이야마 유타 九단 | 양딩신 九단            | 209수 흑 불계승  |      |
| 10   | 2020년 | 8월 18일  | 3차전 | 인터넷 원격대국        | 박정환 九단      | 이야마 유타 九단       | 185수 흑 불계승  |      |
| 11   | 2020년 | 8월 19일  | 3차전 | 인터넷 원격대국        | 박정환 九단      | 미위팅 九단            | 199수 흑 불계승  |      |
| 12   | 2020년 | 8월 21일  | 3차전 | 인터넷 원격대국        | 박정환 九단      | 판팅위 九단            | 189수 흑 불계승  |      |
| 13   | 2020년 | 8월 21일  | 3차전 | 인터넷 원격대국        | 박정환 九단      | 셰얼하오 九단          | 316수 백 1집반승 |      |
| 14   | 2020년 | 8월 22일  | 3차전 | 인터넷 원격대국        | 커제 九단        | 박정환 九단            | 334수 백 반집승  |      |

1. ↑  코로나19 사태 영향으로 당초 2월 예정이었던 농심배 3차전은 5월, 8월로 두 차례나 연기됐다. 코로나19 빠른 종식이 어렵다고 판단한 농심과 한국기원은 온라인 대국을 결정했다.
2. ↑  20일에 치러진 12국이 기계적 결함으로 박정환9단의 시간패 사태가 벌어졌고, 한중일 3개국 심판이 논의한 결과 21일 오전 10시 재대국이 펼쳐지는 우여곡절이 있었다. 박정환9단의 승리로 13국은 21일 오후에 치러지게 됐다.